# 陳師道
陳 師道（ちん しどう、皇祐5年（1053年） - 建中靖国元年12月29日（1102年1月19日））は、中国北宋の詩人・政治家。字は履常・無己。号は後山居士。徐州彭城県の出身。

## 略歴
曾鞏に見いだされ、蘇軾に教えを受け、蘇門六君子のひとりとされる。新法に反対していたため満足に職を得られず貧窮し、妻子を郷里に預けて離ればなれに生活しなければならないほどであった。
徐州教授・太常博士を歴任する。が、陳師道は早くから、仕官を求める心と、林野に悠々適居しようとする心の相矛盾する感情の揺れに沿った人生であった。旧法党の追放により隠棲した際に、悠々と過ごせるかと思ったが、結局成し遂げずに秘書省正字で生涯を終えた。野外で行われる冬至の祭礼に出席する際、新法派の親戚に防寒用の衣服を借りることを拒否したため体調を崩し、病状が悪化した結果のことという。著書に『後山集』・『後山詩話』・『後山談叢』などがある。

## 詩の特徴
その詩風は江西詩派のものとされ、黄庭堅と並称される。杜甫の作風を手本とする江西詩派のなかでも陳師道は特にその傾向が強い。苦吟するタイプで、家の中にこもって蒲団をかぶりながら詩作するので家人が避けるほどだったというが、その詩は技巧に凝りすぎずにほどよく情感が表現されている。